# Diablo Data Systems
Diablo Data Systems fue una división de Xerox creada por la adquisición de Diablo Systems Inc. por 29 millones de dólares estadounidenses en 1972, una empresa que había sido fundada en 1969 por George E. Comstock, Charles L. Waggoner y otros.

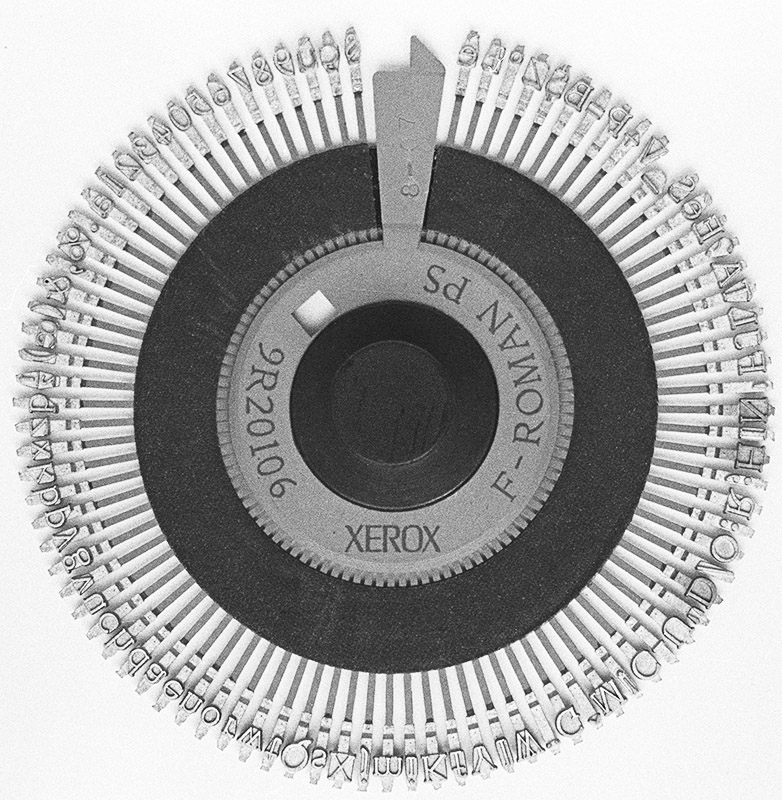
Rueda de margarita de metal para impresoras Xerox y Diablo.

La compañía era conocida por las terminales de computadora basadas en máquinas de escribir HyType I y HyType II, las impresoras de rueda de margarita diablo 630,  así como las unidades de disco duro extraíbles que se usaron en la computadora Xerox Alto y revendidas por DEC como RK02 y RK03.

## Descripción general

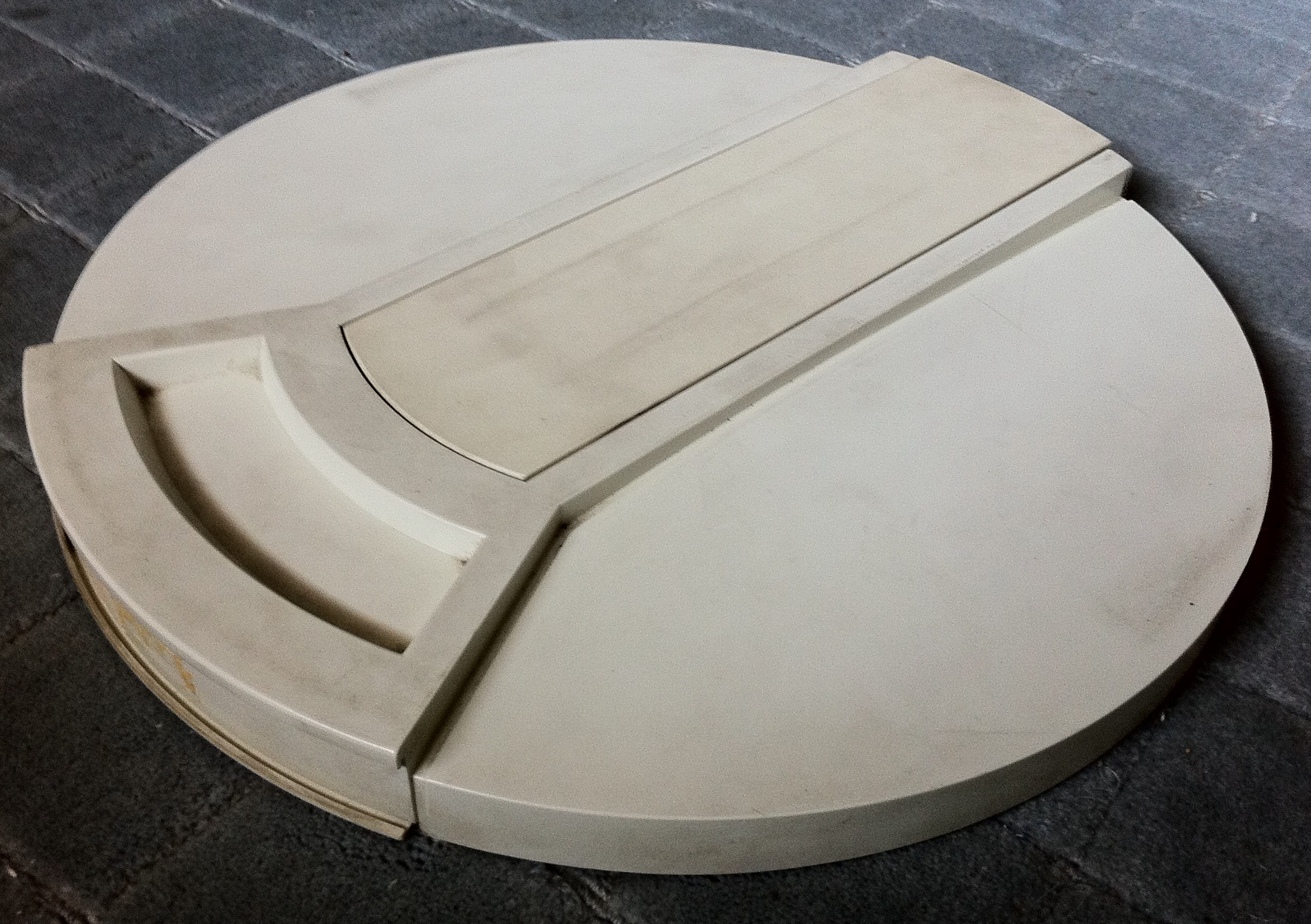
Cartucho de disco (extraíble).

DEC describió las unidades RK02 y RK03 que Diablo fabricó para Digital Equipment Corporation (DEC) como «almacena datos digitales en formato serial en cartuchos de disco tipo IBM 2315». Se diferenciaba de lo que DEC fabricó más tarde para sí mismo, en lugar de cambiar el nombre como «el RK04 y el RK05 usan el posicionamiento del cabezal de la bobina de voz, y el RK02 y el RK03 usan el posicionamiento del cabezal de cremallera y piñón».: 1–4 
Los RK02/RK04 eran de baja densidad y almacenaban 600 000 palabras de 16 bits, mientras que los RK03/RK05 almacenaban 1,2 megabytes de palabras de 16 bits. Al usar «12 sectores de 128 palabras (baja densidad) o 256 palabras (alta densidad)» y «203 cilindros de 2 pistas por cilindro» eso era 1,22 megabytes o 2,45 megabytes respectivamente.
Diablo también fabricó sistemas informáticos completos e impresoras.

## Sistemas Diablo

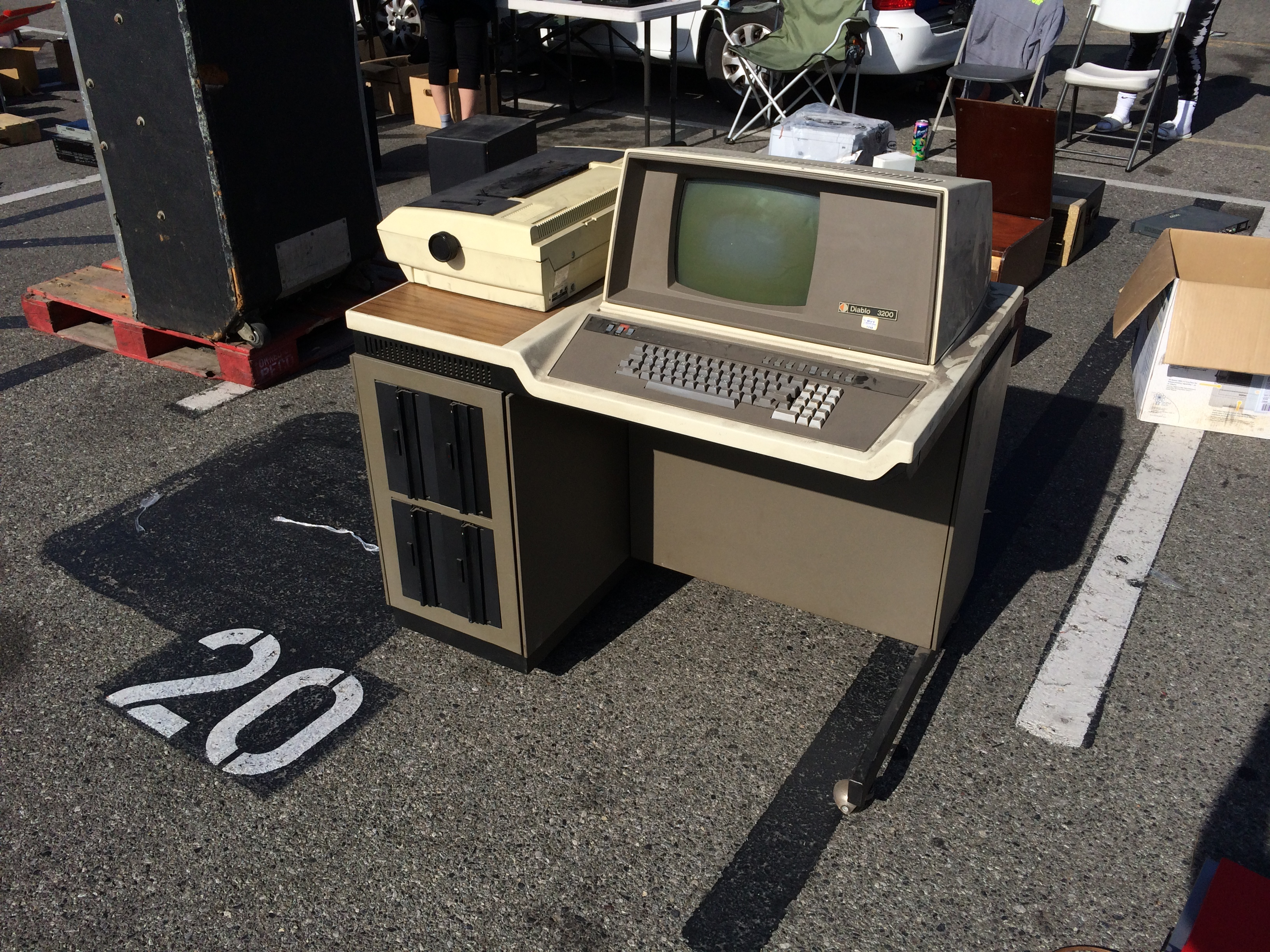
Xerox Diablo 3200.

La Xerox Diablo 3100 fue uno de los sistemas informáticos completos vendidos por Diablo.

## Impresoras Diablo
Entre los modelos por los que se conocía a Diablo estaban el 9R87201, el HyType I (1973) y el HyType II. Algunas de las ruedas de impresión eran de plástico, otras estaban «metalizadas». También se incluyeron el diablo 630 y 635.

## Lectura adicional
- Comstock, George E. (13 de agosto de 2003). «Oral History of George Comstock» (en inglés). Mountain View, California: Computer History Museum. Archivado desde el original el 23 de marzo de 2017. Consultado el 23 de marzo de 2017.

- Datos: Q5270160